# Anamecia esurialis
Anamecia esurialis är en fjärilsart som beskrevs av Rudolf Püngeler 1914. Anamecia esurialis ingår i släktet Anamecia och familjen nattflyn. Inga underarter finns listade i Catalogue of Life.